# كودي بيلينجر
كودي بيلينجر (مواليد 13 يوليو 1995) هو لاعب كرة قاعدة أمريكي يلعب في نادي لوس أنجلوس دودجرز.